# Fábrica de Louças Colombo
A Fábrica de Louças Colombo, também conhecida como São Zacarias, foi uma indústria cerâmica especializada em louças brancas localizada no município de Colombo, região metropolitana de Curitiba (PR), fundada em 1880, perdurando até a década de 1920.

## História

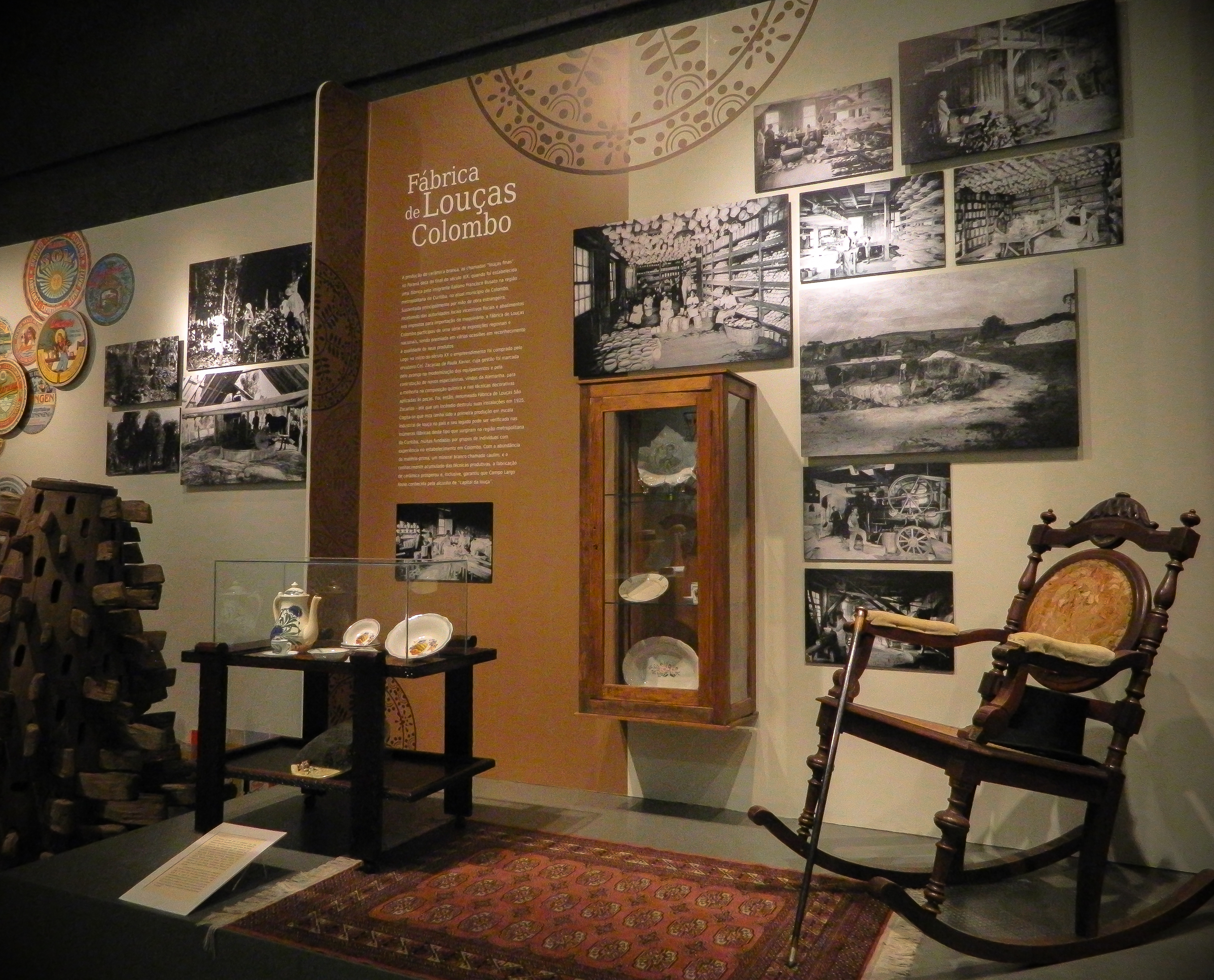
Exposição Indústrias do Paraná, no Museu Paranense. Em destaque a Fábrica de Louças Colombo.

A fábrica foi fundada em 1880 pelo imigrante italiano Francisco Busato, oriundo da região de Vêneto, sendo considerada por muitos autores como um dos estabelecimentos pioneiros na fabricação de louça no Brasil.Foi instalada em uma colônia de imigrantes italianos originários de lugares onde se produziam artesanatos cerâmicos e por isso já tinham conhecimentos técnicos para a produção da cerâmica branca de boa qualidade. Além de italianos, também houve a participação de imigrantes alemães no processo produtivo da fábrica neste período. A região de Curitiba foi escolhida pela fábrica devido a grande quantidade de matéria prima para a produção das louças.
Era composta majoritariamente por mão de obra estrangeira e com incentivos fiscais para importação das máquinas, a Fábrica de Louças Colombo cresceu, sendo reconhecida pela qualidade de seus produtos, ganhando prêmios nas exposições nacionais e regionais que participava.
No início do século XX, o coronel Zacarias de Paula Xavier virou sócio da Louças Colombo em parceria com Francisco Busato, nesse período a fábrica introduziu novas tecnologias de fabricação de cerâmica e foi reconhecida como uma das empresas mais importantes do Paraná. Foi neste período que a Fábrica de Louças Colombo passou a ser chamada de Fábrica São Zacarias e também testemunhou a substituição da pintura à mão para o processo decorativo de transfer ou decalque. Esse desenvolvimento é marcado com um evento de reinauguração ocorrido no ano de 1903 que reuniu personalidades políticas, eclesiásticas e militares, além da imprensa.
A fábrica encerrou suas atividades em 1925 em decorrência de um incêndio que destruiu suas instalações.

## Peças
Entre as peças mais antigas ainda existentes da Fábrica Colombo, encontram-se a sapatilha e o leque. Produzidas em 1897, são peças cujo grandes diferenciando-se das peças de bibelô. A sapatilha por exemplo é do tamanho de um pé. No Museu Paranaense, também tem um exemplar de um medalhão de cerâmica policromático, de 1899, ofertado ao presidente do Estado. Traz a assinatura de João Ortolani (na parte inferior está escrito "João Ortolani a fez").
Também produzia bules, xícaras, floreiras, vasos, pratos e peças especiais sob encomenda. Alguns apontam como a primeira fábrica de escala industrial no país. Existe também um exemplar de louça de pó de pedra, o qual se distingue das outras poucas peças remanescentes da fábrica, por sua simplicidade.

## Livro
Em 2019 é lançado o livro "Colombo: História e Memória de uma Fábrica de Louças", de autoria de Martha Helena Loeblein Becker Morales, da editora Appris. No livro foi reportada a pesquisa feita sobre a Fábrica de Louças Colombo, envolvendo além das construções históricas, as memórias também e as pessoas envolvidas diretamente ou indiretamente com a fábrica.